# Campagna/Vico Primo Parise N. 8
Campagna/Vico Primo Parise N. 8 è il primo singolo del gruppo musicale italiano dei Napoli Centrale,  pubblicato nel 1975.

## Tracce
Lato A
1. Campagna – 4:25 (James Senese, Franco Del Prete)

Lato B
1. Vico Primo Parise N. 8 – 4:15 (James Senese, Franco Del Prete)